# Жовтодзьобий сорокопуд
Жовтодзьобий сорокопуд (Corvinella) — рід горобцеподібних птахів родини сорокопудових (Laniidae). Містить 2 (або 1) види.

## Поширення
Рід поширений в Субсахарській Африці.

## Види
- Сорокопуд жовтодзьобий (Corvinella corvina).
- Сорокопуд строкатий (Corvinella melanoleuca).

Інколи строкатого сорокопуда виокремлюють у власний рід Urolestes.